# Tomomitsu Niimi
Tomomitsu Niimi (新実 智光) est un membre de  Aum Shinrikyo reconnu coupable de plusieurs crimes, dont la participation à l'attentat au gaz sarin dans le métro de Tokyo. Il occupait la fonction de « ministre des affaires internes » au sein de la secte. Il est né le 9 mars 1964 et exécuté par pendaison le 6 juillet 2018.

## Biographie
Le juge Yujiro Nakatani affirme que ses crimes liés à la secte débute en 1989 avec le meurtre par strangulation de Shuji Taguchi, qui avait tenté de fuir la secte. Il a aussi assassiné l'avocat anti-secte Tsutsumi Sakamoto ainsi que sa famille. 

## Attentat au gaz sarin
Avant l'attentat au gaz sarin dans le métro de Tokyo, Asahara voulait tester la substance sur les humains. Il choisit son rival, Daisaku Ikeda, qui est le dirigeant de Soka Gakkai, l'une des « nouvelles religion » les plus populaires au Japon. Asahara a ordonné à ses hommes de fabriquer un système de pulvérisation sur un véhicule afin de permettre son usage à l'une des nuits où Ikeda était censé parler en public. Tout allait bien jusqu'à ce que l'appareil commence à fuir, projetant du sarin liquide sur Niimi, le chef de la sécurité d'Asahara. Kiyohide Hayakawa était présent et a rapidement administré un antidote à temps pour empêcher des séquelles au niveau du système nerveux.
Il est le complice d'Ikuo Hayashi lors de l'attentat de Tokyo : Ikuo Hayashi devait abandonner et percer le paquet contenant le gaz mortel tandis que Niimi assure la fuite en tant que conducteur de voiture.

## Poursuites judiciaires
Niimi fait partie des sept premiers membres d'Aum Shinrikyō condamnés à mort à être exécutés le 6 juillet 2018, avec le chef Shoko Asahara. Les proches des victimes ont déclaré qu'ils approuvaient l'exécution .